# Бог ветра и бог грома (ширма Огаты Корина)
«Бог ветра и бог грома» (яп. 紙本金地著色風神雷神図) — роспись по двустворчатой ширме японского художника Огаты Корина, репродукция похожей работы его предшественника Тавараи Сотацу, изображающая синтоистского бога грома Райдзина и бога ветра Фудзина. Произведение находится в собрании Токийского национального музея, она входит в список список важных культурных ценностей Японии.
«Бог ветра и бог грома» является одной из известных работ Огаты Корина. Двустворчатая ширма, созданная красками и тушью по позолоченной бумаге была создана мастером в начале XVIII века. Роспись является репродукцией одноимённой работы XVII века Тавараи Сотацу; позже свою версию этой работы создал и Сакаи Хоицу. На росписи изображены мифологические персонажи Райдзин, бог грома, молнии и шторма и Фудзин, бог ветра. Все три ширмы впервые за 75 лет были одновременно выставлены на публику в 2015 году в Национальном музее Киото. После Хоицу свою репродукцию сделал и его ученик Судзуки Киицу.
Ширма «Бог ветра и бог грома» какое-то время принадлежала семье Сакаи Хоицу. На её обратной стороне он создал одну из своих знаменитых росписей — «Летние и осенние цветы». Позже части ширмы разделили, чтобы защитить росписи от повреждений.
Ширма находится в собрании Токийского национального музея, где иногда выставляется на публику. Последняя выставка с ней состоялась с 30 мая по 2 июля 2017 года. Ранее она выставлялась в 2008, 2012, 2013 и 2014 годах.